# St. Gallus (Grasgrub)

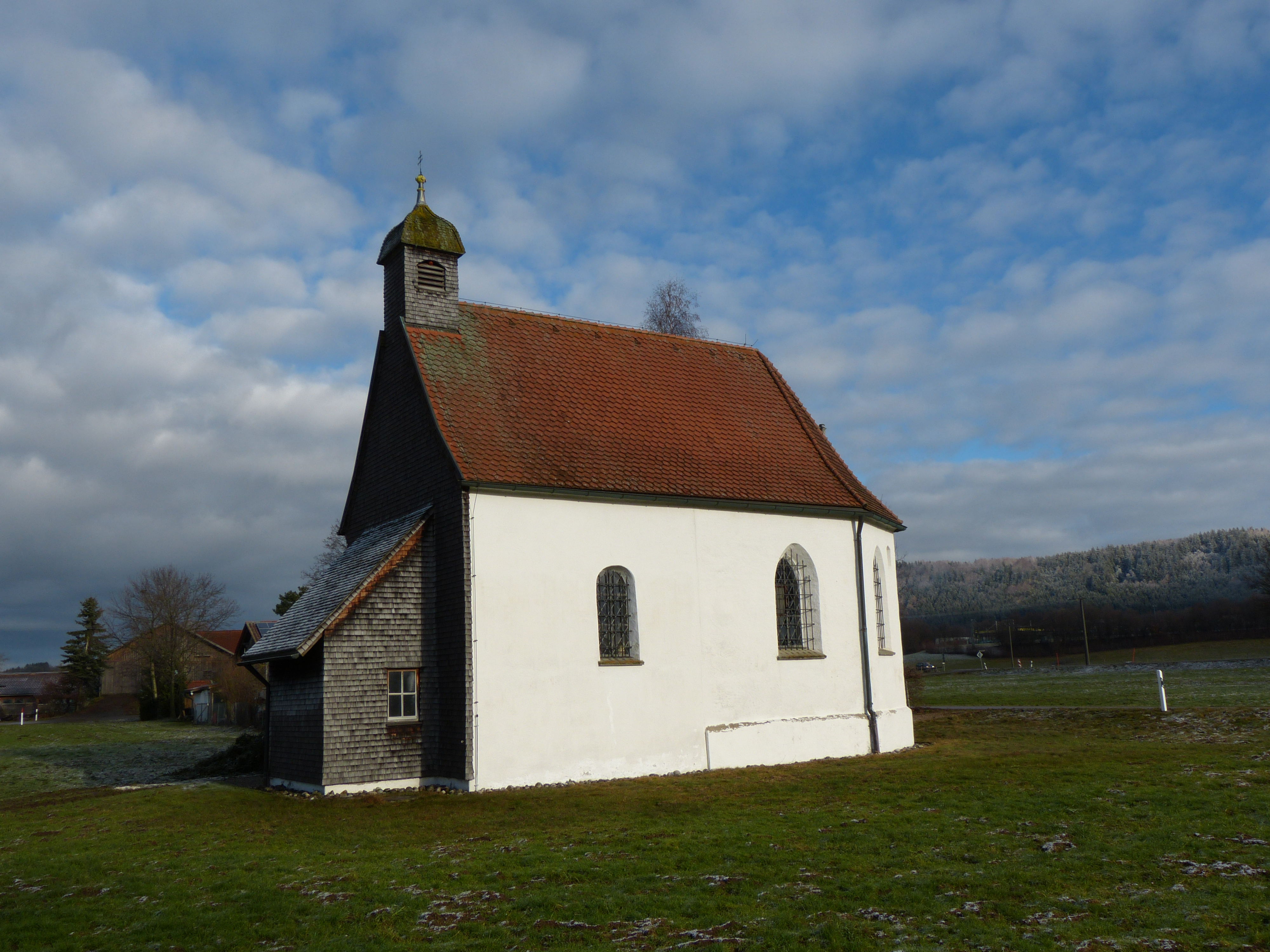
Kapelle St. Gallus in Grasgrub, Dietmannsried

Die Kapelle St. Gallus in Grasgrub, einem Ortsteil von Dietmannsried im Landkreis Oberallgäu in Bayern steht unter Denkmalschutz.

## Geschichte
Die vermutlich ursprünglich im frühen 16. Jahrhundert errichtete geostete Kapelle ist spätgotisch. Um das Jahr 1680 wurde sie neu ausgestattet. Eine Inschrift auf der Rückseite des Altares gibt das Jahr 1723 als Restaurierung an. Die Ausmalung im Innenraum ist gotisierend und stammt aus dem 19. oder 20. Jahrhundert.

## Baubeschreibung
Das Gebäude besteht aus einem einschiffigen Langhaus mit Flachdecke und einer Fensterachse. Eine einfache Empore ist an der Westseite im Langhaus angebracht. Durch einen gedrückten Chorbogen schließt sich der kaum eingezogene Chor mit Flachdecke an. Rundbogenfenster befinden sich im Langhaus, spitzbogige Fenster im Chor. Das östliche Fenster im Chor ist zugemauert. An der Westseite befindet sich der Zugang zur Kapelle durch ein modernes hölzernes Vorzeichen. Über dem Westgiebel ist ein Dachreiter aufgesetzt.

## Innenausstattung
Der marmorierte Altar wurde um 1680 geschaffen. Eine Inschrift am Sockel des Altares nennt eine Restaurierung im Jahr 1906. In einer Nische befindet sich die Figur einer Muttergottes auf der Mondsichel. Flankiert wird die Nische durch Säulen, welche mit Rollwerkkartuschen und Fruchtgehängen besetzt sind. Rechts und links auf Volutenkonsolen befinden sich von 1420/1430 Figuren des hl. Martin mit Bettler und des hl. Augustin. Engelsköpfe befinden sich am gekröpften Architrav. Im Altarauszug befindet sich ein stark erneuertes Gemälde des hl. Michael. Eine Kreuzigungsgruppe mit Maria, Johannes und Maria Magdalena befindet sich auf der Mensa. Im Chor sind mehrere Holzfiguren vorhanden, so eine Muttergottes um 1460/1470, ein Kruzifix aus der Mitte des 17. Jahrhunderts, ein hl. Gallus aus der Zeit um 1440, sowie ein hl. Magnus aus dem späten 17. Jahrhundert. Der bäuerliche Kreuzweg stammt aus dem 18. oder 19. Jahrhundert.